# Kuurne-Bruxelles-Kuurne
Kuurne-Bruxelles-Kuurne (Kuurne-Brussel-Kuurne en néerlandais) est une course cycliste sur route belge. L'épreuve est disputée le dimanche suivant le Circuit Het Nieuwsblad, le dernier dimanche de février ou le premier de mars, et complète le week-end d'ouverture de la saison cycliste belge. 
De 2005 à 2015, elle fait partie de l'UCI Europe Tour en catégorie 1.1. Elle devient une course classée en 1.HC en 2016. En 2020, elle intègre l'UCI ProSeries, le deuxième niveau du cyclisme international. Tom Boonen détient le record de victoires avec trois succès entre 2007 et 2014.
Le parcours passe par plusieurs monts des Ardennes flamandes, notamment le Vieux Quaremont et le Mont-de-l'Enclus, également empruntés par le Tour des Flandres.

## Histoire

### Premières éditions
Kuurne-Bruxelles-Kuurne a lieu pour la première fois en 1945. La course part de Kuurne, une petite ville connue pour son industrie textile, pour rejoindre Bruxelles, la capitale de la Belgique et revient à Kuurne. Dans les années 1950, elle sert de course d'ouverture de la saison cycliste belge. Lorsque Bruxelles devient inaccessible pour une épreuve de cyclisme à la fin des années 1960, la course est délocalisée vers les Ardennes flamandes et rebaptisée « Omloop der beide Vlaanderen » (Circuit des deux Flandres). La course n’est pas passée par Bruxelles depuis 1968. Depuis lors, le parcours est tracé dans les provinces de Flandre occidentale et de Flandre orientale, les deux provinces de l'Ouest de la Belgique. Néanmoins, en 1979, les organisateurs décident de renommer l'événement Kuurne-Bruxelles-Kuurne.

### Week-end d'ouverture
Depuis plusieurs décennies, Kuurne-Bruxelles-Kuurne est la deuxième course du week-end d'ouverture en Belgique, après le Circuit Het Nieuwsblad (ex Circuit Het Volk) disputé le samedi, ainsi que le premier week-end de course dans le Nord-Ouest Europe. 
Bien qu'étant disputé après la Het Nieuwsblad et considéré comme le plus petit des deux événements, il détient un prestige important en raison de sa place dans le calendrier. Depuis 2005, Kuurne-Bruxelles-Kuurne est inclus dans l'UCI Europe Tour ; en 2016, la course est promue en classe 1.HC, le même classement que le Circuit Het Nieuwsblad. Malgré la mise en tandem avec le Het Nieuwsblad, aucun coureur n'a jamais remporté les deux courses le même week-end.

### Course hivernale
Comme il est placé à la fin de l'hiver, Kuurne-Bruxelles-Kuurne est souvent affecté par le mauvais temps. La course est annulée à trois reprises à cause de la neige ou du gel, en 1986, 1993 et 2013. L'édition 2010 s'est déroulée dans des conditions météorologiques extrêmes, les restes de la tempête Xynthia frappant la Belgique, avec des vents violents et des pluies torrentielles qui ont ravagé le peloton. La course est raccourcie de 20 km, un arbre étant tombé sur la route. Cette édition est remportée par le Néerlandais Bobbie Traksel et seulement 26 des 195 coureurs ont terminé la course,. En 2004, Kuurne sert de course d'ouverture de la saison, après l'annulation du Circuit Het Nieuwsblad en raison de la neige.

## Parcours

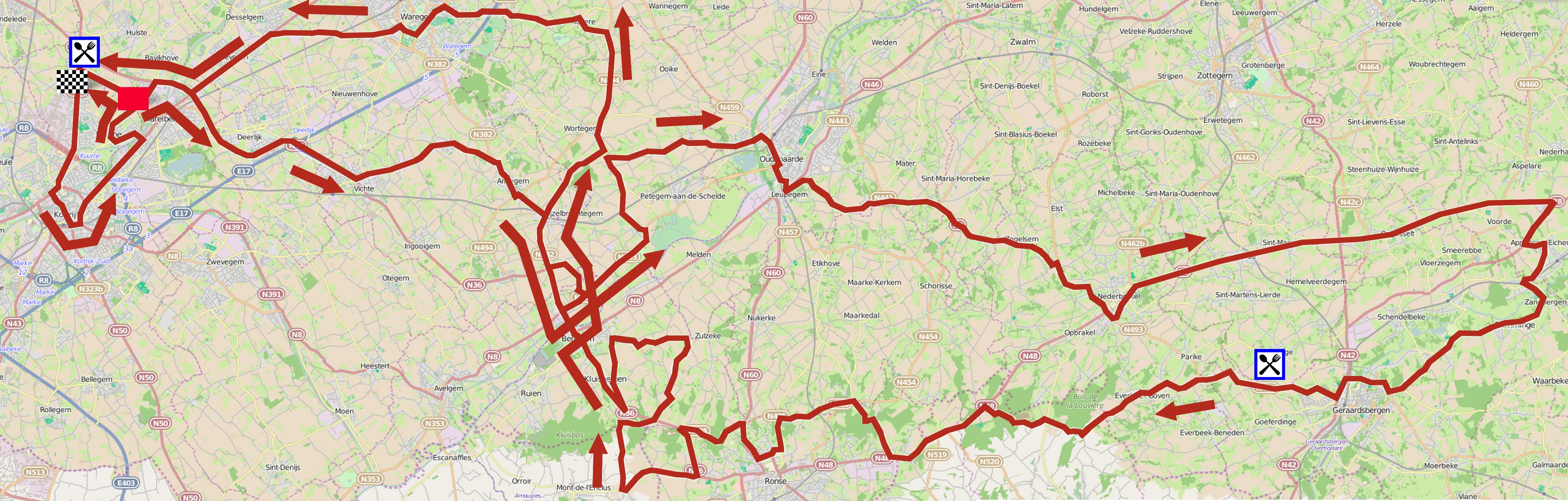
Parcours de l'édition 2015

Malgré son nom, la route ne passe pas par Bruxelles. La course commence sur l'hippodrome de Kuurne, dans le sud de la Flandre occidentale, avant de se diriger à l'Est dans la direction de Bruxelles, mais son point le plus oriental est situé dans les environs de Ninove, 23 km à l'ouest de Bruxelles. Après le point de retour, le parcours se dirige vers les Ardennes flamandes où un certain nombre de monts sont franchis selon les éditions, avant de terminer à Kuurne après environ 200 km. Le parcours dans la zone des monts change chaque année, mais quelques-unes des ascensions sont régulièrement empruntées, notamment l'Edelareberg, le Mont Saint-Laurent, La Houppe, le Kanarieberg, le Kruisberg, le Vieux Quaremont, le Tiegemberg et le Nokereberg.
Avec une longue section de plat jusqu'à l'arrivée, le parcours est moins sélectif que le Circuit Het Nieuwsblad. La course se termine avec deux tours de circuit autour de Courtrai et de Kuurne. Avec la dernière montée de la course située à 53 km de l'arrivée, Kuurne-Bruxelles-Kuurne est considérée comme une classique pour sprinteurs.
Le parcours de début de course est modifié en 2024. La municipalité de Courtrai devient en effet à la suite d'un accord financier avec l'organisation de l'épreuve la commune de départ pour les éditions de 2024 à 2026 incluses. Le site annoncé du départ est la Grand-Place.

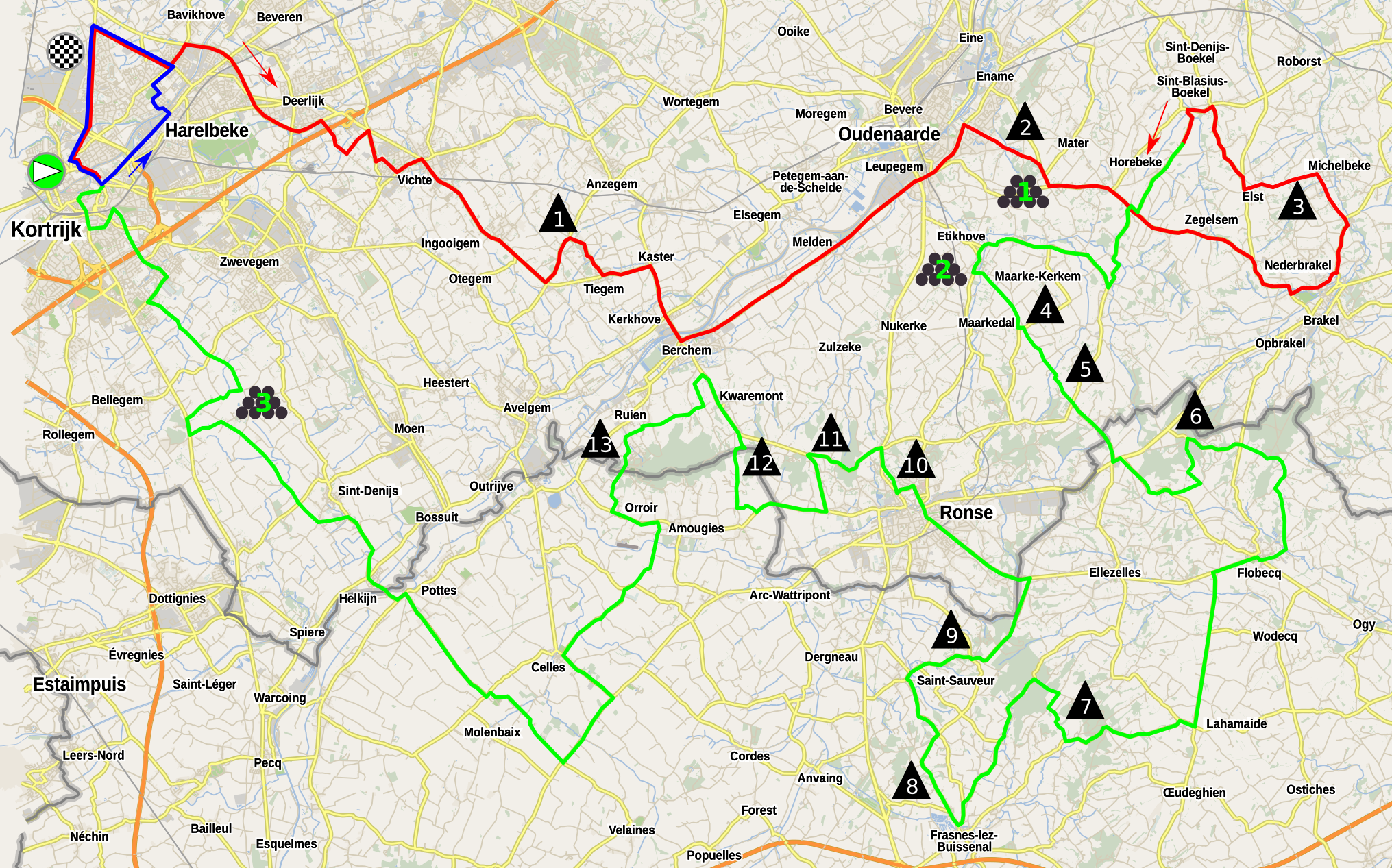
Parcours de l'édition 2024

## Palmarès

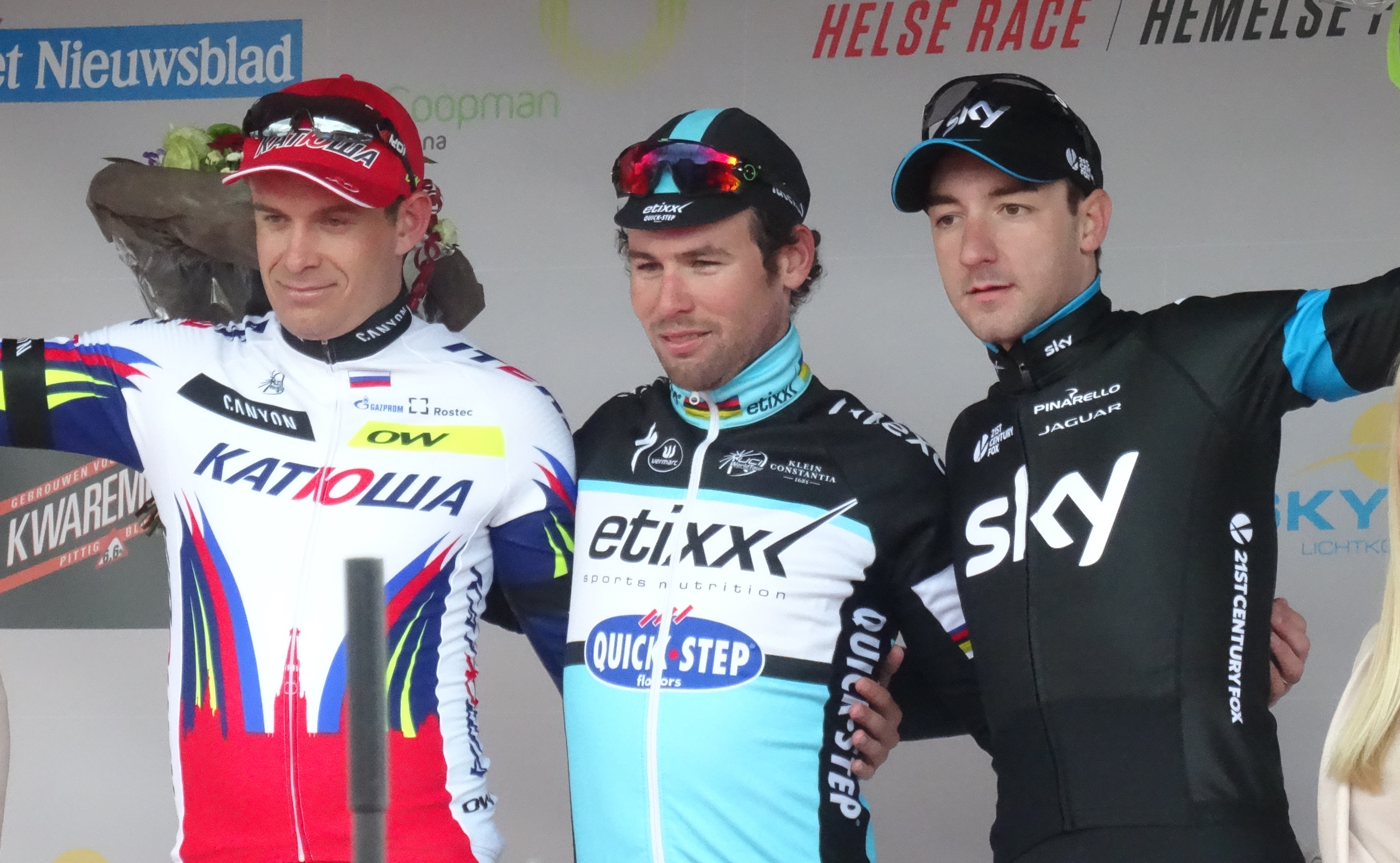
Podium de l'édition 2015 de Kuurne-Bruxelles-Kuurne : Alexander Kristoff (2e), Mark Cavendish (1er) et Elia Viviani (3e).

La première édition de la course a eu lieu en 1945,. À trois reprises la course est annulée en raison du mauvais temps : en 1986, 1993 et 2013. George Hincapie, initialement vainqueur en 2005, a été déclassé par l'UCI,.
| Année                                         | Vainqueur                       | Deuxième               | Troisième                |
| --------------------------------------------- | ------------------------------- | ---------------------- | ------------------------ |
| Circuit de Kuurne                             |                                 |                        |                          |
| 1945                                          | Valère Ollivier                 | Albert Ramon           | Albert Decin             |
| 1946                                          | Henri Delmuyle                  | Arthur Mommerency      | Albert Paepe             |
| Kuurne-Bruxelles-Kuurne                       |                                 |                        |                          |
| 1947                                          | André Pieters                   | André Rosseel          | Omer Mommerency          |
| 1948                                          | Achiel Buysse                   | André Pieters          | Roger Cnockaert          |
| 1949                                          | Albert Decin                    | Valère Ollivier        | Arthur Mommerency        |
| 1950                                          | Valère Ollivier                 | Albert Decin           | André Declerck           |
| 1951                                          | André Declerck                  | Maurice Blomme         | Albert Decin             |
| 1952                                          | André Maelbrancke               | Albert Lambert         | Basiel Wambeke           |
| 1953                                          | Léopold Degraeveleyn            | André Pieters          | René Mertens             |
| 1954                                          | Leon Van Daele                  | René Oreel             | Boudewijn Devos          |
| 1955                                          | Joseph Planckaert               | René Mertens           | Henri Denys              |
| 1956                                          | Henri Denys                     | Wim van Est            | Albéric Schotte          |
| 1957                                          | Jef Verhelst                    | Leon Van Daele         | Norbert Kerckhove        |
| 1958                                          | Gilbert Desmet                  | Karel De Baere         | Marcel Rijckaert         |
| 1959                                          | Gentil Saelens                  | Arthur Decabooter      | Maurice Meuleman         |
| 1960                                          | Joseph Planckaert               | Francis Pipelin        | Henri De Wolf            |
| 1961                                          | Leon Van Daele Alfred De Bruyne |                        | André Noyelle            |
| 1962                                          | Piet Rentmeester                | Robert De Middeleir    | Romain Van Wijnsberghe   |
| 1963                                          | Noël Foré                       | Leon Van Daele         | Willy Bocklant           |
| 1964                                          | Arthur Decabooter               | Tom Simpson            | Frans Melckenbeeck       |
| 1965                                          | Guido Reybrouck                 | Vincent Denson         | Bernard Van De Kerckhove |
| 1966                                          | Gustaaf De Smet                 | Robert De Middeleir    | Norbert Kerckhove        |
| 1967                                          | Daniel Van Ryckeghem            | Eric Demunster         | Walter Boucquet          |
| 1968                                          | Eric Leman                      | Daniel Van Ryckeghem   | Edward Sels              |
| Circuit des deux Flandres                     |                                 |                        |                          |
| 1969                                          | Freddy Decloedt                 | Noël Vantyghem         | Emiel Lambrecht          |
| 1970                                          | Roger De Vlaeminck              | Eric Leman             | Daniel Van Ryckeghem     |
| 1971                                          | Roger De Vlaeminck              | Eric Leman             | Frans Verbeeck           |
| 1972                                          | Gustaaf Van Roosbroeck          | Noël Van Clooster      | Willy Planckaert         |
| 1973                                          | Walter Planckaert               | Freddy Maertens        | Tino Tabak               |
| 1974                                          | Wilfried Wesemael               | Eddy Verstraeten       | Cyrille Guimard          |
| 1975                                          | Frans Verhaegen                 | Tino Tabak             | Freddy Maertens          |
| 1976                                          | Frans Verhaegen                 | Franky De Gendt        | Hervé Vermeeren          |
| 1977                                          | Patrick Sercu                   | Walter Planckaert      | Dietrich Thurau          |
| 1978                                          | Patrick Lefevere                | Ludo Delcroix          | Walter Planckaert        |
| Kuurne-Bruxelles-Kuurne                       |                                 |                        |                          |
| 1979                                          | Walter Planckaert               | Alfons van Katwijk     | Jean-Luc Vandenbroucke   |
| 1980                                          | Jan Raas                        | Ludo Peeters           | Sean Kelly               |
| 1981                                          | Jos Jacobs                      | Jean-Luc Vandenbroucke | Hubert Linard            |
| 1982                                          | Gregor Braun                    | Eddy Planckaert        | Sean Kelly               |
| 1983                                          | Jan Raas                        | Sean Kelly             | Eddy Planckaert          |
| 1984                                          | Jos Lammertink                  | Walter Planckaert      | Marc Dierickx            |
| 1985                                          | William Tackaert                | Marc Sergeant          | Gerrit Solleveld         |
| Édition 1986 annulée à cause du mauvais temps |                                 |                        |                          |
| 1987                                          | Ludo Peeters                    | Johan Lammerts         | Dirk Demol               |
| 1988                                          | Hendrik Redant                  | Noël Segers            | Jelle Nijdam             |
| 1989                                          | Edwig Van Hooydonck             | Mauro Gianetti         | Johan Devos              |
| 1990                                          | Hendrik Redant                  | Jelle Nijdam           | Davis Phinney            |
| 1991                                          | Johnny Dauwe                    | Jean-Paul van Poppel   | Hendrik Redant           |
| 1992                                          | Olaf Ludwig                     | Christophe Capelle     | Johan Museeuw            |
| Édition 1993 annulée à cause du mauvais temps |                                 |                        |                          |
| 1994                                          | Johan Museeuw                   | Johan Capiot           | Olaf Ludwig              |
| 1995                                          | Frédéric Moncassin              | Hendrik Redant         | Andrea Peron             |
| 1996                                          | Rolf Sørensen                   | Frédéric Moncassin     | Gianluca Pianegonda      |
| 1997                                          | Johan Museeuw                   | Stéphane Barthe        | Bruno Boscardin          |
| 1998                                          | Andreï Tchmil                   | Frank Vandenbroucke    | Emmanuel Magnien         |
| 1999                                          | Jo Planckaert                   | Johan Museeuw          | Andreï Tchmil            |
| 2000                                          | Andreï Tchmil                   | Geert Van Bondt        | Jaan Kirsipuu            |
| 2001                                          | Peter Van Petegem               | Hans De Clercq         | Jo Planckaert            |
| 2002                                          | Jaan Kirsipuu                   | Serge Baguet           | Enrico Cassani           |
| 2003                                          | Roy Sentjens                    | Leif Hoste             | Volker Ordowski          |
| 2004                                          | Steven de Jongh                 | Paolo Bettini          | Gerben Löwik             |
| 2005                                          | George Hincapie                 | Kevin Van Impe         | Bert Roesems             |
| 2006                                          | Nick Nuyens                     | Leif Hoste             | Tom Boonen               |
| 2007                                          | Tom Boonen                      | Marcel Sieberg         | Iljo Keisse              |
| 2008                                          | Steven de Jongh                 | Sebastian Langeveld    | Matthew Goss             |
| 2009                                          | Tom Boonen                      | Bernhard Eisel         | Jeremy Hunt              |
| 2010                                          | Bobbie Traksel                  | Rick Flens             | Ian Stannard             |
| 2011                                          | Christopher Sutton              | Yauheni Hutarovich     | André Greipel            |
| 2012                                          | Mark Cavendish                  | Yauheni Hutarovich     | Kenny van Hummel         |
| Édition 2013 annulée à cause du mauvais temps |                                 |                        |                          |
| 2014                                          | Tom Boonen                      | Moreno Hofland         | Sep Vanmarcke            |
| 2015                                          | Mark Cavendish                  | Alexander Kristoff     | Elia Viviani             |
| 2016                                          | Jasper Stuyven                  | Alexander Kristoff     | Nacer Bouhanni           |
| 2017                                          | Peter Sagan                     | Jasper Stuyven         | Luke Rowe                |
| 2018                                          | Dylan Groenewegen               | Arnaud Démare          | Sonny Colbrelli          |
| 2019                                          | Bob Jungels                     | Owain Doull            | Niki Terpstra            |
| 2020                                          | Kasper Asgreen                  | Giacomo Nizzolo        | Alexander Kristoff       |
| 2021                                          | Mads Pedersen                   | Anthony Turgis         | Tom Pidcock              |
| 2022                                          | Fabio Jakobsen                  | Caleb Ewan             | Hugo Hofstetter          |
| 2023                                          | Tiesj Benoot                    | Nathan Van Hooydonck   | Matej Mohorič            |
| 2024                                          | Wout van Aert                   | Tim Wellens            | Oier Lazkano             |
| 2025                                          | Jasper Philipsen                | Olav Kooij             | Hugo Hofstetter          |

## Statistiques

### Vainqueurs multiples
| Victoires | Coureur            | Pays        | Années             |
| --------- | ------------------ | ----------- | ------------------ |
| 3         | Tom Boonen         | Belgique    | 2007, 2009 et 2014 |
| 2         | Valère Ollivier    | Belgique    | 1945 et 1950       |
| 2         | Leon Van Daele     | Belgique    | 1954 et 1961       |
| 2         | Jef Planckaert     | Belgique    | 1955 et 1960       |
| 2         | Roger De Vlaeminck | Belgique    | 1970 et 1971       |
| 2         | Walter Planckaert  | Belgique    | 1973 et 1979       |
| 2         | Frans Verhaegen    | Belgique    | 1975 et 1976       |
| 2         | Jan Raas           | Pays-Bas    | 1980 et 1983       |
| 2         | Hendrik Redant     | Belgique    | 1988 et 1990       |
| 2         | Johan Museeuw      | Belgique    | 1994 et 1997       |
| 2         | Andrei Tchmil      | Belgique    | 1998 et 2000       |
| 2         | Steven de Jongh    | Pays-Bas    | 2004 et 2008       |
| 2         | Mark Cavendish     | Royaume-Uni | 2012 et 2015       |

### Victoires par pays
| Victoires | Pays                                                          |
| --------- | ------------------------------------------------------------- |
| 56        | Belgique                                                      |
| 10        | Pays-Bas                                                      |
| 3         | Danemark                                                      |
| 2         | Allemagne, Royaume-Uni                                        |
| 1         | Australie, Estonie, États-Unis, France, Luxembourg, Slovaquie |